# Надя Лалами
Надя Лалами е мароканска тенисистка, родена на 28 април 1990 г.
На Гран при на Нейно Кралско Височество принцеса Лала Мерием 2011 отстранява във 2 кръг поставената под номер 1 Араван Резаи и по този начин става първата мароканка, достигнала четвъртфинал в турнир на WTA.